# Before the dawn (Kate Bush)
Before the dawn is een livealbum van singer-songwriter Kate Bush en dateert uit 2016.
Het album is een registratie van Before the dawn, een reeks concerten die Bush gaf tussen augustus en oktober 2014. De optredens vonden plaats in het Hammersmith Apollo.
In het Verenigd Koninkrijk behaalde het album de no. 3-positie en behaalde aldaar de gouden status. In Nederland belandde het album op de 11e plaats in de album top 100 en de 22ste plaats in de Vlaamse Ultratop. 

## Achtergrond
Before the dawn was Bush haar eerste tour sinds 1979 en was uiterst succesvol, de tickets waren binnen 15 minuten geheel uitverkocht.
Het album is opgesplitst in drie delen. De eerste CD bevat een aantal nummers van de albums The red shoes, Hounds of love, Aerial en The sensual world en tevens een paar van haar meest bekende hits, waaronder Running up that hill, Hounds of love en King of the mountain. De tweede CD behandelt The ninth wave van het album Hounds of love dat dateert uit 1985. De laatste CD bevat het muziekstuk A sky of honey van het album Aerial uit 2005. Deze laatste CD eindigt met de tracks Among angels, van het album 50 Words for snow, en de hit Cloudbusting, van Hounds of love.
Het album bevat één  nieuw nummer, Tawny Moon, dat ten gehore wordt gebracht door de zoon van Kate Bush, Albert McIntosh.

## Nummers
Deel 1
1. Lily
2. Hounds of love
3. Joanni
4. Top of the city
5. Never be mine
6. Running up that hill
7. King of the mountain

Deel 2
1. Astronomer's call
2. And dream of sheep
3. Under ice
4. Waking the witch
5. Watching them without her
6. Watching you without me
7. Little light
8. Jig of life
9. Hello earth
10. The morning fog

Deel 3
1. Prelude
2. Prologue
3. An architect's dream
4. The painter's link
5. Sunset
6. Aerial tal
7. Somewhere in between
8. Tawny moon
9. Nocturn
10. Aerial
11. Among angels
12. Cloudbusting